# Acontia cretata
La Chalky Bird Dropping Moth (Acontia cretata)  es una especie  de Lepidoptera perteneciente a la familia Noctuidae. Se encuentra desde  California a Texas y Oklahoma, norte de Colorado y Utah.
Tiene una envergadura de 22-27 mm. Los adultos vuelan desde abril hasta septiembre.
Las larvas se han registrado como anfitriónas de la avispa parasitoide bracónida Bracon mellitor.